# Frank Mindermann

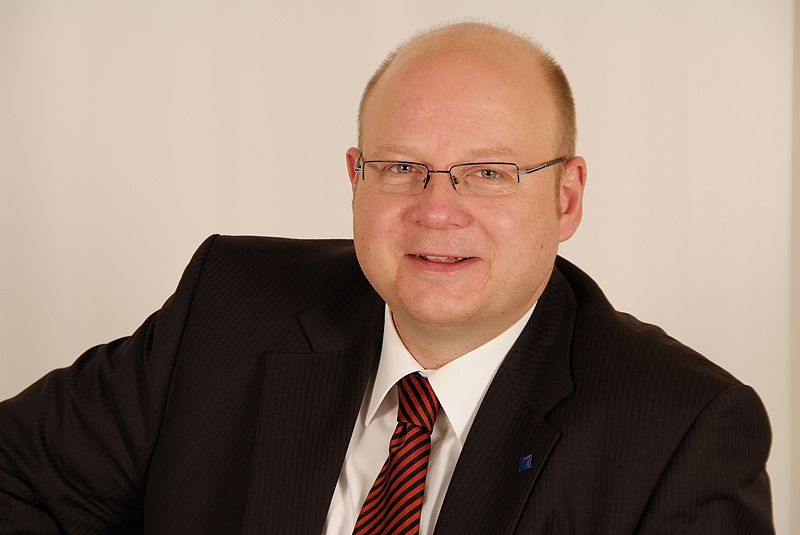
Frank Mindermann im November 2009

Frank Mindermann (* 14. November 1968 in Bremen) ist ein ehemaliger deutscher Politiker (CDU). Er war von 2008 bis 2011 Abgeordneter des Niedersächsischen Landtags. 

## Leben
Mindermann absolvierte nach dem Realschulabschluss 1985 eine Ausbildung zum Bankkaufmann bei der Sparkasse in Bremen, die er 1988 beendete. Anschließend leistete er seinen Wehrdienst ab. Danach war er wieder bei der Sparkasse angestellt, wo er bis zu seinem Einzug in den Landtag von Niedersachsen im Jahre 2008 als Kundenberater tätig war.
Von 2012 bis 2015 war Frank Mindermann als Nachfolger von Stephan Siemer Vorstand der Kruse + Sohn Maschinenbau und Anlagentechnik AG. Ebenfalls von 2012 bis 2015 war er neben Stephan Siemer Mitglied des Vorstandes der Siemer Unternehmensbeteiligung AG. Von 2012 bis 2015 war er außerdem als Geschäftsführer der Förster Metallbau Wardenburg GmbH und als Prokurist der A. Siemer – Entsorgungs GmbH tätig. Von 2014 bis 2015 war er außerdem Geschäftsführer der FFS GmbH.
Seit 2015 ist Mindermann als Personalberater tätig, zunächst bei der AVPM GmbH & Co. KG, seit 2016 in der eigenen Firma Nordwest Personalberater in Vechta.

## Politik
Mindermann trat 1995 der CDU bei und wurde im selben Jahr Mitglied des CDU-Gemeindeverbandes Stuhr. Ein Jahr später wurde er dort Schatzmeister im Vorstand. 2006 wurde er Ratsherr der Gemeinde Stuhr und bei der Landtagswahl 2008 errang er ein Direktmandat im Wahlkreis 41 Syke für den Landtag von Niedersachsen. Mindermann ist stellvertretender Vorsitzender des Vereins Altes Spritzenhaus in Stuhr und Mitglied der Verbandsversammlung des Abwasserverbandes Stuhr/Weyhe. 
Am 9. Dezember 2011 kündigte Mindermann an, sein Mandat wegen öffentlich gewordener Konversationen mit einer Minderjährigen auf Facebook niederzulegen. Im Januar 2012 schied er aus dem Landtag aus; für ihn rückte Regina Seeringer nach.